# Gangster Squad (film)
Pour les articles homonymes, voir Gangster Squad.
Pour plus de détails, voir Fiche technique et Distribution.
Gangster Squad ou Escouade Gangster au Québec est un film américain de Ruben Fleischer sorti en 2013. C'est l'adaptation du livre Tales from the Gangster Squad de Paul Lieberman.

## Synopsis
À Los Angeles, en 1949, le parrain Mickey Cohen (Sean Penn) règne en maître sur toute la ville et la mafia. Alors qu'il contrôle déjà le trafic de drogue, des armes et des prostituées, il tente de diriger tous les paris de Los Angeles jusqu'à l’ouest de Chicago. Pour cela, il peut compter sur l'aide de ses nombreux hommes de main, mais également sur celle de la police et des hommes politiques corrompus. Seule une brigade officieuse du LAPD, dirigée par le sergent John O’Mara (Josh Brolin) et le sergent Jerry Wooters (Ryan Gosling), va tenter de détruire l’empire de Cohen.

## Fiche technique
- Titre : Gangster Squad
- Titre québécois : Escouade Gangster
- Réalisation : Ruben Fleischer
- Scénario : Will Beall, d'après Tales from the Gangster Squad de Paul Lieberman, série de ses chroniques LA Noir : Tales from the Gangster Squad parues en 2008 dans le journal Los Angeles Times [1]
- Direction artistique : Timothy David O'Brien
- Décors : Maher Ahmad
- Costumes : Mary Zophres
- Photographie : Dion Beebe
- Montage : Alan Baumgarten
- Musique : Steve Jablonsky
- Coproducteur : Jon Silk
- Production : Dan Lin, Michael Tadross et Kevin McCormick
- Société de production : Village Roadshow Pictures
- Société de distribution : Warner Bros. Pictures (États-Unis et France)
- Budget de production : 60 millions $ [2]
- Recettes mondiales : 105 200 903 $ [2]
- Nombre d'entrées en France : 674 153 [3]
- Pays d'origine :  États-Unis
- Langue originale : anglais
- Format : couleur - 2,35:1 - son Dolby Digital
- Genre : Action, drame, film de gangsters, thriller et historique
- Durée : 113 minutes
- Dates de sortie [4] :
  - Belgique : 9 janvier 2013
  - États-Unis : 11 janvier 2013 [5]
  - France : 6 février 2013
- Classification :
  -  France : Interdit aux moins de 12 ans
  -  États-Unis Classé "Rated R" - donc interdit aux moins de 17 ans

## Distribution
- Josh Brolin (VF : Philippe Vincent ; VQ : Gilbert Lachance) : sergent John O'Mara
- Ryan Gosling (VF : Alexandre Gillet ; VQ : Frédéric Paquet) : sergent Jerry Wooters
- Nick Nolte (VF : Jacques Frantz ; VQ : Hubert Gagnon) : le chef Bill Parker
- Emma Stone (VF : Olivia Dalric ; VQ : Pascale Montreuil) : Grace Faraday
- Sean Penn (VF : Emmanuel Karsen ; VQ : Sébastien Dhavernas): Mickey Cohen
- Anthony Mackie (VF : Ernst Atismé ; VQ : Benoit Éthier) : l'inspecteur Coleman Harris
- Giovanni Ribisi (VF : Damien Witecka ; VQ : François Trudel) : l'inspecteur Conway Keeler
- Robert Patrick (VF : Hervé Furic ; VQ : Bernard Fortin) : l'inspecteur Max Kennard
- Michael Peña (VF : Sylvain Maury ; VQ : Gabriel Lessard) : l'inspecteur Navidad Ramirez
- Sullivan Stapleton (VF : Rémi Bichet ; VQ : Patrick Chouinard) : Jack Whalen
- Mireille Enos (VF : Anneliese Fromont ; VQ : Valérie Gagné) : Connie O'Mara
- Frank Grillo (VF : Thierry Murzeau) : Jimmy Reagan
- James Hébert (VF : Damien Hartmann ; VQ : David Laurin) : Mitch Racine
- Josh Pence : Darryl Gates
- Jonny Coyne (VQ : François Sasseville) : Grimes
- Holt McCallany (VF : Franck Legendre ; VQ : Stéphane Rivard) : Karl Lennox
- Jon Polito (VF : Achille Orsoni ; VQ : Jacques Lavallée) : Jack Dragna
- Maxwell Perry Cotton : Charlie
- Lucy Walsh : la manucure
- Troy Garity : l'assassin borgne
- James Carpinello : Johnny Stompanato
- Jack McGee (VF : Vincent Grass ; VQ : Jean-Marie Moncelet) : le lieutenant Quincannon
- Wade Williams : Rourke
- John Aylward (VF : Yves Barsacq) : Le juge Carter

Source et légende : Version française (V. F.) sur AlloDoublage et Version québécoise (V. Q.) sur Doublage.qc.ca

## Production

### Tournage
Initialement prévue en septembre 2012, la sortie du film est finalement repoussée au 11 janvier 2013 à la suite du drame d'Aurora survenu le 20 juillet 2012. À la suite de ces événements, la Warner décide de supprimer une séquence du film montrant une fusillade sanglante au sein d'un cinéma et décide de remonter la bande-annonce en coupant cette dernière. Dès lors, le réalisateur Ruben Fleischer demande un délai supplémentaire dans le but de ré-écrire le scénario et de tourner les scènes manquantes afin d'assurer une bonne compréhension du film.

## Accueil

### Box-office
Gangster Squad a rencontré un succès commercial dès sa sortie en salles, avec 105 200 903 $ de recettes mondiales,  pour un budget de production de 60 millions. Toutefois, ce succès est dû aux recettes étrangères, le film ayant mieux marché dans d'autres pays qu'aux États-Unis, où Gangster Squad a fait un échec commercial, avec 46 000 903 $ de recettes après douze semaines à l'affiche, avec un pourcentage de ses bénéfices qui connut des fortes baisses.
En France, le film réalise 674 153 entrées après sept semaines à l'affiche.

## Analyse

### Différences avec la réalité historique
Si les personnages principaux sont historiques (Mickey Cohen, John O’Mara, Jerry Wooters, Conway Keeler, William Parker, Jack Whalen...), l'intrigue n'a qu'un rapport lointain avec la réalité du gang de Mickey Cohen et du Gangster Squad. Mickey Cohen n'a par exemple pas été arrêté pour meurtre mais pour fraude fiscale, et le massacre auquel donne lieu son arrestation est purement imaginaire.